# Otto VI van Brandenburg
Otto VI van Brandenburg bijgenaamd de Korte (3 of 17 november 1264 - Lehnin, 6 juli 1303) was van 1267 tot 1286 mede-markgraaf van Brandenburg-Salzwedel. Hij behoorde tot het huis Ascaniërs.

## Levensloop
Hij was de vierde en jongste zoon van markgraaf Otto III van Brandenburg en Beatrix van Bohemen, dochter van koning Wenceslaus I van Bohemen.
Na de dood van zijn vader in 1267 werden Otto VI en zijn oudere broers Johan III, Otto V en Albrecht III markgraaf van Brandenburg-Salzwedel. In 1280 begon hij op zestienjarige leeftijd effectief te regeren. 
In februari 1279 huwde hij met Hedwig van Habsburg (1260-1285/1286), dochter van Rooms-Duits koning Rudolf I van Habsburg. Hun huwelijk bleef kinderloos.
Zijn echtgenote stierf tussen 12 januari 1285 en 27 oktober 1286, waarna Otto besloot om af te treden als markgraaf van Brandenburg-Salzwedel. Hij werd ridder in de Orde van de Tempeliers en vervolgens monnik in de cisterciënzersabdij van Lehnin. In 1303 stierf Otto, waarna hij in de abdij van Lehnin werd begraven.